# Джессіка Моррісон
Джессіка Моррісон (англ. Jessica Morrison, нар. 18 травня 1992) — австралійська веслувальниця, олімпійська чемпіонка 2020 року.

## Виступи на Олімпіадах
| Олімпіада           | Дисципліна | Місце |
| ------------------- | ---------- | ----- |
| Ріо-де-Жанейро 2016 | вісімки    | 7     |
| Токіо 2020          | четвірки   | 1     |
| Париж 2024          | двійки     | 3     |

## Зовнішні посилання
- Джессіка Моррісон — олімпійська статистика на сайті Sports-Reference.com (англ.) (архівна версія)
- Джессіка Моррісон [Архівовано 24 липня 2021 у Wayback Machine.] на сайті FISA.